# Група армии Б
Група армии „Б“ е името на три немски войскови съединения, които съществуват по различно време през Втората световна война.

## На запад
Първата група участва в кампанията на запад през май 1940 г. – в атаката срещу Белгия и Холандия. Целта ѝ е да овладее важните мостове на река Маас, след въздушния десант над Ротердам. По времето на тази операция наброява приблизително 300 000 души.

## На Източния фронт
Второто формирование със същото означение е образувано при разделянето на група армии „Юг“ за лятната кампания на Източния фронт през 1942 г. Възложена ѝ е задачата да подсигури северния фланг на група армии „А“. В битката за Сталинград нейната 6-а армия е напълно унищожена от Червената армия. 
През февруари 1943 г. е обединена с група армии „Дон“ и новата групировка войски отново получава името група армии „Юг“.

## В Италия и Франция
През същата година в северна Италия отново е сформирана група армии с означение „Б“, под командването на фелдмаршал Ервин Ромел, с цел защита срещу възможна атака на съюзниците. Впоследствие е преместена в Северна Франция за отбрана от съюзническия десант на 6 юни 1944, където участва в битката за Нормандия. На 19 юли фелдмаршал Гюнтер фон Клуге поема командването от Ромел. След около месец – на 17 август, за главнокомандващ е назначен Валтер Модел. До 1945 г. групата армии води боеве във Франция.
Последната настъпателна операция на формированието е битката за Ардените. Накрая на войната, група армии „Б“ е изолирана в т.нар. Рурски чувал в Германия, където е раздробена на малки групи. Последната ѝ част се предава на 21 април 1945 г.

## Командири
- Западен фронт
  - 12 октомври 1939 г. – Федор фон Бок
- Източен фронт
  - От август 1942 до февруари 1943 г. – Максимилиан фон Вайкс
- Северна Италия/ Франция
  - 14 юли 1943 г. – Ервин Ромел
  - 19 юли 1944 г. – Гюнтер фон Клуге
  - 17 август 1944 г. – Валтер Модел

## Части на подчинение
| Date      | армии |
| --------- | --- |
| 1939 г.   | |
| Ноември   | 4-та, 6-а и 18-а армия                                                                                       |
| 1940 г.   | |
| Май       | 6-а и 18-а армия                                                                                             |
| Юни       | 4-та, 6-а, 9-а армия и танкова група „Клайст“                                                                |
| Юли       | 4-та и 7-а армия                                                                                             |
| Август    | 4-та, 6-а и 7-а армия                                                                                        |
| Септември | 4-та, 6-а и 18-а армия                                                                                       |
| 1941 г.   | |
| Януари    | 4-та, 17-а и 18-а армия и 2-ра танкова група. На централно подчинение на ОКВ.                                |
| Май       | 4-та и 9-а армия                                                                                             |
| 1942 г.   | |
| Август    | 2-ра и 6-а армия, 4-та танкова армия, 29-и армейски корпус, както и унгарската 2-ра и италианската 8-а армия |
| Септември | 2-ра и 6-а армия, 4-та танкова армия, унгарската 2-ра и италианската 8-а армия                               |
| Октомври  | 2-ра армия, 4-та танкова армия, унгарската 2-ра и италианската 8-а армия, румънските 3-та и 4-та армия       |
| Ноември   | 2-ра и 6-а армия, 4-та танкова армия, унгарската 2-ра и италианската 8-а армия, румънските 3-та и 4-та армия |
| Декември  | 2-ра армия, унгарската 2-ра и италианската 8-а армия                                                         |
| 1943 г.   | |
| Януари    | 2-ра армия, унгарската 2-ра армия, италианската 8-а армия и армейска част „Фратер-Пико“                      |
| Февруари  | 2-ра армия, унгарската 2-ра армия, италианската 8-а армия и армейска част „Ланц“                             |
| Септември | 51-ви и 87-и армейски корпус и 2-ра дивизия от Вафен-СС                                                      |
| 1944 г.   | |
| Май       | 7-а и 15-а армия                                                                                             |
| Юни       | 7-а и 15-а армия и танкова група „Запад“                                                                     |
| Август    | 1-ва, 7-а и 15-а армия и 5-а танкова армия                                                                   |
| Септември | 7-а и 15-а армия и 1-ва парашутна армия                                                                      |
| Ноември   | 4-та армия, 5-а танкова армия и армейска група „Щудент“                                                      |
| Декември  | 7-а армия и 5-а танкова армия                                                                                |
| 1945 г.   | |
| Януари    | 7-а и 15-а армия, 5-а и 6-а танкова армия                                                                    |
| Февруари  | 7-а и 15-а армия и 5-а танкова армия                                                                         |
| Април     | 15-а армия, 5-а танкова армия и армейска част „Лютвиц“                                                       |

|  | Тази страница частично или изцяло представлява превод на страницата Army Group B в Уикипедия на английски. Оригиналният текст, както и този превод, са защитени от Лиценза „Криейтив Комънс – Признание – Споделяне на споделеното“, а за съдържание, създадено преди юни 2009 година – от Лиценза за свободна документация на ГНУ. Прегледайте историята на редакциите на оригиналната страница, както и на преводната страница, за да видите списъка на съавторите. ВАЖНО: Този шаблон се отнася единствено до авторските права върху съдържанието на статията. Добавянето му не отменя изискването да се посочват конкретни източници на твърденията, които да бъдат благонадеждни. |